# Pitar lineolatus
Pitar lineolatus is een tweekleppigensoort uit de familie van de Veneridae. De wetenschappelijke naam van de soort werd in 1854 voor het eerst geldig gepubliceerd door George Brettingham Sowerby II.